# Заїд Тахсін
Заїд Тахсін (араб. زيد تحسين, нар. 29 січня 2001) — іракський футболіст, захисник клубу «Ат-Талаба» та національної збірної Іраку.

## Клубна кар'єра
У дорослому футболі дебютував 2019 року виступами за команду «Аль-Наджаф», в якій провів один сезон. Своєю грою за цю команду привернув увагу представників тренерського штабу клубу «Нафт Аль-Васат», до складу якого приєднався 2020 року. Відіграв за команду з Ен-Наджафа наступний сезон своєї ігрової кар'єри.
До складу клубу «Ат-Талаба» приєднався 2021 року.

## Виступи за збірні
З 2021 року залучався до складу молодіжної збірної Іраку. На молодіжному рівні зіграв у 5 офіційних матчах, забив 1 гол.
26 вересня 2022 року дебютував в офіційних матчах у складі національної збірної Іраку в товариській грі проти Сирії (1:0), де він вийшов на заміну в другому таймі замість Аббаса Мохамада. Після подальших товариських ігор він також був частиною команди Кубка націй Перської затоки у 2023 році, де зіграв у одній грі, а іракці стали переможцями турніру. 
На початку 2024 року поїхав з командою на Кубок Азії в Катарі, де двічі зіграв на груповому етапі, а його команда вилетіла в 1/8 фіналу.
26 червня 2024 року головний тренер олімпійської збірної Іраку Радхі Шенайшил оголосив заявку на Олімпійські ігри в Парижі, куди потрапив і Тахсін.
| Дата       | Місто                   | Господарі         | Результат | Гості          | Турнір                                           | Голи | Примітки |
| ---------- | ----------------------- | ----------------- | --------- | -------------- | ------------------------------------------------ | ---- | -------- |
| 26-9-2022  | Амман                   | Сирія             | 0 – 1     | Ірак           | товариський матч                                 | -    |          |
| 12-11-2022 | Мадрид                  | Еквадор           | 0 – 0     | Ірак           | товариський матч                                 | -    | 87'      |
| 30-12-2022 | Басра                   | Ірак              | 1 – 0     | Кувейт         | товариський матч                                 | -    |          |
| 9-1-2023   | Басра                   | Саудівська Аравія | 0 – 2     | Ірак           | Кубок націй Перської затоки 2023 - груповий етап | -    | 90+1'    |
| 6-1-2024   | Абу-Дабі                | Ірак              | 0 – 1     | Південна Корея | товариський матч                                 | -    | 89' 61'  |
| 19-1-2024  | Ер-Раян (муніципалітет) | Ірак              | 2 – 1     | Японія         | Кубок Азії 2023 - 1-й етап                       | -    | 78'      |
| 24-1-2024  | Ер-Раян (муніципалітет) | Ірак              | 3 – 2     | В'єтнам        | Кубок Азії 2023 - 1-й етап                       | -    |          |
| 21-3-2024  | Басра                   | Ірак              | 1 – 0     | Філіппіни      | Відбір до ЧС 2026                                | -    |          |
| 26-3-2024  | Маніла                  | Філіппіни         | 0 – 5     | Ірак           | Відбір до ЧС 2026                                | 1    |          |
| 6-6-2024   | Джакарта                | Індонезія         | 0 – 2     | Ірак           | Відбір до ЧС 2026                                | -    | 80'      |
| Усього     |                         | Матчів            | 10        |                | Голів                                            | 1    |          |